# Doliops helleri
Doliops helleri es una especie de escarabajo del género Doliops, familia Cerambycidae. Fue descrita científicamente por Vives en 2009.
Habita en Filipinas. Los machos y las hembras miden aproximadamente 15 mm. El período de vuelo de esta especie ocurre en los meses de abril, mayo, junio, agosto, octubre y noviembre.